# Boarmia
Boarmia là một chi bướm đêm thuộc họ Geometridae.

## Các loài
- Boarmia acclinis
- Boarmia acrotypa
- Boarmia aculeata
- Boarmia adamata
- Boarmia adelphodes
- Boarmia adustaria
- Boarmia aellographa
- Boarmia aganopa
- Boarmia agoraea
- Boarmia akiba
- Boarmia albibasis
- Boarmia albimacula
- Boarmia ampla
- Boarmia amplaria
- Boarmia amurensis
- Boarmia anielaria
- Boarmia aperta
- Boarmia approximaria
- Boarmia arcearia
- Boarmia arguta
- Boarmia assimilis
- Boarmia atactopa
- Boarmia atilla
- Boarmia atmocyma
- Boarmia atrilunaria
- Boarmia attenta
- Boarmia baouleana
- Boarmia barretti
- Boarmia baryspila
- Boarmia bicolor
- Boarmia bilinearia
- Boarmia biserrata
- Boarmia bisinuata
- Boarmia cacozela
- Boarmia carinata
- Boarmia carinenta
- Boarmia carinentaria
- Boarmia castigataria
- Boarmia catephes
- Boarmia catharma
- Boarmia catotaeniaria
- Boarmia caumata
- Boarmia cebra
- Boarmia celosa
- Boarmia cervina
- Boarmia ceylonaria
- Boarmia chloana
- Boarmia chloralphus
- Boarmia chosenarmia
- Boarmia cineracea
- Boarmia cladara
- Boarmia clara
- Boarmia clarissa
- Boarmia cognata
- Boarmia coloba
- Boarmia complacita
- Boarmia consobrinaria
- Boarmia conspersa
- Boarmia corticea
- Boarmia corticola
- Boarmia coryphocycla
- Boarmia curtaria
- Boarmia cyclophora
- Boarmia cymatias
- Boarmia cymatomita
- Boarmia danieli
- Boarmia decrepitata
- Boarmia decursaria
- Boarmia definita
- Boarmia delatina
- Boarmia delika
- Boarmia delosticha
- Boarmia demonstrata
- Boarmia dentata
- Boarmia destinataria
- Boarmia detrita
- Boarmia diadela
- Boarmia diffluaria
- Boarmia diffusaria
- Boarmia dignampta
- Boarmia dimidiaria
- Boarmia displicens
- Boarmia driophila
- Boarmia ectropodes
- Boarmia eosaria
- Boarmia epiconia
- Boarmia epilyciaria
- Boarmia eremias
- Boarmia eucrypta
- Boarmia eudela
- Boarmia eugraphica
- Boarmia exelisia
- Boarmia exilis
- Boarmia extincta
- Boarmia fimbriata
- Boarmia flavimedia
- Boarmia formosana
- Boarmia foveata
- Boarmia fucataria
- Boarmia fulvipicta
- Boarmia fuscomarginaria
- Boarmia garlopa
- Boarmia gitanaria
- Boarmia gladstonei
- Boarmia glaucocincta
- Boarmia glaucocinctella
- Boarmia glaucocinctodes
- Boarmia glaucocinctula
- Boarmia glaucodisca
- Boarmia glochinophora
- Boarmia gonophora
- Boarmia gratularia
- Boarmia gravis
- Boarmia griseifusa
- Boarmia grosica
- Boarmia harmodia
- Boarmia hemiprasina
- Boarmia hibernaria
- Boarmia hilararia
- Boarmia humaria
- Boarmia hybernaria
- Boarmia hyposticta
- Boarmia ichnochroma
- Boarmia idiochroa
- Boarmia illustris
- Boarmia imbecilis
- Boarmia indirecta
- Boarmia indistincta
- Boarmia infaustaria
- Boarmia infixaria
- Boarmia infuscata
- Boarmia infuscatissima
- Boarmia insolitaria
- Boarmia intectaria
- Boarmia intrusilinea
- Boarmia irrelata
- Boarmia isabellae
- Boarmia isabellaria
- Boarmia jejunaria
- Boarmia kaibatonis
- Boarmia kidsicola
- Boarmia laeca
- Boarmia latifascia
- Boarmia leptodesma
- Boarmia leptoptera
- Boarmia leucanthes
- Boarmia leucocyma
- Boarmia leucodontata
- Boarmia leucoplecta
- Boarmia leucozona
- Boarmia lithina
- Boarmia loxocyma
- Boarmia loxographa
- Boarmia loxosticha
- Boarmia lutea
- Boarmia maculata
- Boarmia marcentaria
- Boarmia marginata
- Boarmia melaina
- Boarmia melanosticta
- Boarmia menetriesi
- Boarmia mesochra
- Boarmia mesotoechia
- Boarmia metapolia
- Boarmia microdoxa
- Boarmia minuta
- Boarmia miocrota
- Boarmia miscellaria
- Boarmia mniophilaria
- Boarmia molata
- Boarmia mollearia
- Boarmia mollisata
- Boarmia moltrechti
- Boarmia monotona
- Boarmia multipunctata
- Boarmia nebetta
- Boarmia nepalensisi
- Boarmia nigra
- Boarmia nigrifumata
- Boarmia nigrofasciata
- Boarmia nipponica
- Boarmia niveisinata
- Boarmia nobilitaria
- Boarmia notaticosta
- Boarmia novaria
- Boarmia nudicosta
- Boarmia nyctopora
- Boarmia obliquisigna
- Boarmia obscuraria
- Boarmia odontocrossa
- Boarmia odontosticha
- Boarmia orizabaria
- Boarmia pagana
- Boarmia pallida
- Boarmia pallidiscaria
- Boarmia panconita
- Boarmia pansticta
- Boarmia penthearia
- Boarmia perfectaria
- Boarmia phaeopasta
- Boarmia phantomaria
- Boarmia phloeopa
- Boarmia phricomita
- Boarmia piperitaria
- Boarmia pissinopa
- Boarmia pissoconata
- Boarmia platyleuca
- Boarmia plumalis
- Boarmia polysticta
- Boarmia polystrota
- Boarmia postalbida
- Boarmia postcandida
- Boarmia praeclarata
- Boarmia primitiaria
- Boarmia prionodes
- Boarmia procursaria
- Boarmia promota
- Boarmia propinquaria
- Boarmia proposita
- Boarmia proschora
- Boarmia pudenda
- Boarmia punctimarginaria
- Boarmia pusilla
- Boarmia reparata
- Boarmia restrictaria
- Boarmia retractaria
- Boarmia roboraria
- Boarmia rupicolor
- Boarmia sachalinensis
- Boarmia semialba
- Boarmia separata
- Boarmia serratilinea
- Boarmia similaris
- Boarmia sinuosaria
- Boarmia sonicaria
- Boarmia spodochroa
- Boarmia sponsa
- Boarmia squamigera
- Boarmia stigmaria
- Boarmia suasaria
- Boarmia subalbida
- Boarmia subochrearia
- Boarmia subpennaria
- Boarmia subpictilis
- Boarmia subrugata
- Boarmia subtochracea
- Boarmia subtuniformis
- Boarmia suifunaria
- Boarmia symmorpha
- Boarmia synchroma
- Boarmia taeniota
- Boarmia tephrinaria
- Boarmia tessaramita
- Boarmia thermea
- Boarmia transponenda
- Boarmia tumartinaria
- Boarmia ultradefinita
- Boarmia umbrata
- Boarmia vagaria
- Boarmia valens
- Boarmia varia
- Boarmia veriscleora
- Boarmia viertlii
- Boarmia virescens
- Boarmia virguncula
- Boarmia xenobia
- Boarmia zaloschema
- Boarmia zaragoza
- Boarmia zascia
- Boarmia zernyaria